# 5250 Jas
5250 Jas eller 1984 QF är en asteroid i huvudbältet som upptäcktes den 21 augusti 1984 av den tjeckiske astronomen Antonín Mrkos vid Kleť-observatoriet i Tjeckien. Den är uppkallad efter Jihočeská Astronomická Společnost.
Asteroiden har en diameter på ungefär 7 kilometer och den tillhör asteroidgruppen Eunomia.